# Orientohemiteles ovatus
Orientohemiteles ovatus är en stekelart som beskrevs av Tohru Uchida 1932. Orientohemiteles ovatus ingår i släktet Orientohemiteles och familjen brokparasitsteklar. Inga underarter finns listade i Catalogue of Life.